# Élections législatives de 1981 en Lozère
Les élections législatives françaises de 1981 en Lozère se déroulent le 14 juin 1981.

## Élus
| Circonscription | Député sortant | Parti | Parti    | Député élu ou réélu | Parti | Parti     |
| --------------- | -------------- | ----- | -------- | ------------------- | ----- | --------- |
| 1re             | Pierre Couderc |       | UDF (PR) | Adrien Durand       |       | UDF (Rad) |
| 2e              | Jacques Blanc  |       | UDF (PR) | Jacques Blanc       |       | UDF (PR)  |

## Positionnement des partis
Le Parti socialiste et le Parti communiste français, sous l'appellation « majorité d'union de la gauche », se présentent dans les deux circonscriptions lozériennes. Les socialistes investissent Raymond Fabre, conseiller municipal de Mende et Pierre de Chambrun, conseiller municipal du Monastier, tandis que les communistes soutiennent Jacques Fourré et Guy Galvier. Quant au Parti socialiste unifié, il est représenté par Michel Valette à Mende - Florac (1re) et André Garrigues à Marvejols (2e).
À droite, l'Union pour la nouvelle majorité (UNM), alliance électorale réunissant les partis membres de la majorité sortante, soutient de son côté Adrien Durand (CDS), maire et conseiller général de Châteauneuf-de-Randon, et le député sortant Jacques Blanc (PR), qui est aussi maire et conseiller général de La Canourgue.
Enfin, Marc Navecth	se présente dans la première circonscription comme « candidat indépendant » mais est classé extrême droite par le ministère de l'Intérieur.

## Résultats

### Résultats à l'échelle du département
|                | Union pour la démocratie française | 25 100 | 57,90  | 2 |  |  |
|                | Union pour une nouvelle majorité   | 25 100 | 57,90  | 2 |  |  |
|                |                                    |        |        |   |  |  |
|                | Parti socialiste                   | 14 099 | 32,51  | 0 |  |  |
|                | Parti communiste français          | 2 811  | 6,49   | 0 |  |  |
|                | Majorité présidentielle            | 16 910 | 39,01  | 0 |  |  |
|                |                                    |        |        |   |  |  |
|                | Parti socialiste unifié            | 982    | 2,26   | 0 |  |  |
|                | Extrême droite                     | 357    | 0,82   | 0 |  |  |
|                | Extrême gauche                     | 0      | 0,00   | 0 |  |  |
|                |                                    |        |        |   |  |  |
| Inscrits       | Inscrits                           | 57 312 | 100,00 | 2 |  |  |
| Abstentions    | Abstentions                        | 13 233 | 23,09  |   |  |  |
| Votants        | Votants                            | 44 079 | 76,91  |   |  |  |
| Blancs et nuls | Blancs et nuls                     | 730    | 1,66   |   |  |  |
| Exprimés       | Exprimés                           | 43 349 | 98,34  |   |  |  |

### Résultats par circonscription

#### Première circonscription (Mende)
|                                                          | Adrien Durand élu | UDF (CDS)      | 11 803 | 51,98  |  |  |  |
|                                                          | Raymond Fabre     | PS             | 8 076  | 35,54  |  |  |  |
|                                                          | Jacques Fourré    | PCF            | 1 735  | 7,66   |  |  |  |
|                                                          | Michel Valette    | PSU            | 736    | 3,24   |  |  |  |
|                                                          | Marc Navecth      | Extrême droite | 357    | 1,57   |  |  |  |
|                                                          | Peter Kiszka      | Extrême gauche | 0      | 0,00   |  |  |  |
|                                                          |                   |                |        |        |  |  |  |
| Inscrits                                                 | Inscrits          | Inscrits       | 31 061 | 100,00 |  |  |  |
| Abstentions                                              | Abstentions       | Abstentions    | 7 958  | 25,62  |  |  |  |
| Votants                                                  | Votants           | Votants        | 23 103 | 74,38  |  |  |  |
| Blancs et nuls                                           | Blancs et nuls    | Blancs et nuls | 396    | 1,71   |  |  |  |
| Exprimés                                                 | Exprimés          | Exprimés       | 22 707 | 98,29  |  |  |  |
| Source : Data.gouv.fr et Sud-Ouest du 16 juin 1981, p. 7 |                   |                |        |        |  |  |  |

#### Deuxième circonscription (Marvejols)
|                                                          | Jacques Blanc sortant réélu | UDF (PR)       | 13 297 | 64,42  |  |  |  |
|                                                          | Pierre de Chambrun          | PS             | 6 023  | 29,18  |  |  |  |
|                                                          | Guy Galvier                 | PCF            | 1 076  | 5,21   |  |  |  |
|                                                          | André Garrigues             | PSU            | 246    | 1,19   |  |  |  |
|                                                          |                             |                |        |        |  |  |  |
| Inscrits                                                 | Inscrits                    | Inscrits       | 26 251 | 100,00 |  |  |  |
| Abstentions                                              | Abstentions                 | Abstentions    | 5 275  | 20,09  |  |  |  |
| Votants                                                  | Votants                     | Votants        | 20 976 | 79,91  |  |  |  |
| Blancs et nuls                                           | Blancs et nuls              | Blancs et nuls | 334    | 1,59   |  |  |  |
| Exprimés                                                 | Exprimés                    | Exprimés       | 20 642 | 98,41  |  |  |  |
| Source : Data.gouv.fr et Sud-Ouest du 16 juin 1981, p. 7 |                             |                |        |        |  |  |  |

## Rappel des résultats départementaux des élections de 1978

### Élus en 1978
| Circ.            | Élu(e) | Élu(e) | Élu(e)           | Élu(e)     | Élu(e)     | Battu(e) (seconde place) | Battu(e) (seconde place) | Battu(e) (seconde place) | Battu(e) (seconde place) | Battu(e) (seconde place) |
| Circ.            | Parti  | Parti  | Nom              | % Exprimés | % Exprimés | Parti                    | Parti                    | Nom                      | % Exprimés               | % Exprimés               |
| Circ.            | Parti  | Parti  | Nom              | 1er tour   | 2e tour    | Parti                    | Parti                    | Nom                      | 1er tour                 | 2e tour                  |
| ---------------- | ------ | ------ | ---------------- | ---------- | ---------- | ------------------------ | ------------------------ | ------------------------ | ------------------------ | ------------------------ |
| 1re              |        | UDF-PR | Pierre Couderc * | 51,56      |            |                          | PS                       | Raymond Fabre            | 27,88                    |                          |
| 2e               |        | UDF-PR | Jacques Blanc *  | 62,14      |            |                          | UP                       | Gilbert de Chambrun      | 25,24                    |                          |
| * Député sortant |        |        |                  |            |            |                          |                          |                          |                          |                          |